# Mike White (softballedző)
Mike White (Wellington, Új-Zéland, 1967. november 19. –) új-zélandi születésű amerikai softballedző, 2019 óta a Texas Longhorns vezetőedzője.

## Fiatalkora
Egykor futballozott és softballozott. 2003-ban az ESPN munkatársának, Dave Wilsonnak adott interjújában elmondta, hogy a nemzeti labdarúgó-válogatott tagja szeretett volna lenni, azonban a fidzsi-szigeteki zavargások miatt az edzés elmaradt. Ekkor az USA-ba csábították softballozni.
Iowa államban viszonteladói üzletet tartott fenn. A legtöbb új-zélandi játékos egy-két szezont töltött első USA-beli csapatánál, majd egy több pénzt kínáló egyesülethez távozott; ehhez képest White játékosi karrierjének többségét Cedar Rapidsben töltötte; a Mount Mercy Universityn diplomázott és egy helyi nőt vett feleségül. 1994-ben az USA állampolgára lett. 1990 és 2006 között mindenkinél több, 70 bajnoki játékot nyert meg, és az American Softball Association, valamint az International Softball Congress 11 bajnoki mérkőzésén vett részt. Ötször választották a bajnokságok legjobb játékosának.

## Pályafutása
1967-ben találkozott Ralph Weeklyvel, az USA Softball országos csapatokért felelős igazgatójával, akinek ajánlásával 2003-ban az Oregon Ducks softballcsapata pitchereinek edzője lett. Két szezont követően távozott, utána magánedző lett.

### Oregon Ducks
2009. június 30-án az Oregon Ducks vezetőedzőjévé nevezték ki. 2010-ben a csapat kijutott első Super Regional bajnokságára, 2012-ben pedig második Women’s College World Seriesére. 2013-ban a Pac-12 Conference bajnoka lettek, a 2014-es pedig legjobb szezonjuk volt; ekkor szintén kijutottak a Women’s College World Seriesre, a rangsorokban először az első helyre kerültek, és először nyertek legnagyobb riválisuk, a Washington Huskies ellen. 2015-ben a nyertes mérkőzések számában a konferencia élén álltak, 2018-ban pedig ötödszörre nyertek egy szezonban ötven játékot.
A 2018-as szezont követően White távozott, utódja Melyssa Lombardi lett.

### Texas Longhorns
2018. június 25-én a Texas Longhorns softballcsapata vezetőedzőjévé nevezték ki.

## Eredményei vezetőedzőként
| Szezon                                  | Eredmény                         | Eredmény                         | Helyezés                         | Továbbjutás                          |
| Szezon                                  | Összesen                         | Konferencia                      | Helyezés                         | Továbbjutás                          |
| Oregon Ducks (Pac-12 Conference)        | Oregon Ducks (Pac-12 Conference) | Oregon Ducks (Pac-12 Conference) | Oregon Ducks (Pac-12 Conference) | Oregon Ducks (Pac-12 Conference)     |
| --------------------------------------- | -------------------------------- | -------------------------------- | -------------------------------- | ------------------------------------ |
| 2010                                    | 36–21                            | 8–13                             | 6.                               | NCAA Super Regional                  |
| 2011                                    | 42–16                            | 11–10                            | 3.                               | NCAA Super Regional                  |
| 2012                                    | 45–18                            | 12–9                             | 3.                               | Women’s College World Series         |
| 2013                                    | 50–11                            | 19–5                             | 1.                               | NCAA Super Regional                  |
| 2014                                    | 56–9–1                           | 20–3–1                           | 1.                               | NCAA Super Regional                  |
| 2015                                    | 51–8                             | 21–3                             | 1.                               | Women’s College World Series         |
| 2016                                    | 48–10                            | 20–4                             | 1.                               | NCAA Super Regional                  |
| 2017                                    | 54–8                             | 17–6                             | 2.                               | Women’s College World Series         |
| 2018                                    | 53–10                            | 21–3                             | 1.                               | Women’s College World Series         |
| Eredmény:                               | 435–111–1 (.796)                 | 149–56–1 (.726)                  | –                                | –                                    |
| Texas Longhorns (Big 12 Conference)     |                                  |                                  |                                  |                                      |
| 2019                                    | 46—17                            | 12–6                             | 3.                               | NCAA Super Regional                  |
| 2020                                    | 24–3                             | 0–0                              | –                                | A szezon a Covid19 miatt megszakadt. |
| 2021                                    | 43–14                            | 12–6                             | 3.                               | NCAA Super Regional                  |
| 2022                                    | 47–22–1                          | 12–6                             | 3.                               | WCWS második hely                    |
| 2023                                    | 45–15–1                          | 11–7                             | 2.                               | NCAA Super Regional                  |
| 2024                                    | 45–6                             | 23–4                             | 1.                               | –                                    |
| Eredmény:                               | 250–77–2 (.763)                  | 70–29 (.707)                     | –                                | –                                    |
| Összesen:                               | 685–188–3 (.784)                 | –                                | –                                | –                                    |
| Jelmagyarázat: Konferenciaszezon-bajnok |                                  |                                  |                                  |                                      |

## Fordítás
- Ez a szócikk részben vagy egészben  a   Mike White (softball) című angol Wikipédia-szócikk ezen változatának fordításán alapul.  Az eredeti cikk szerkesztőit annak laptörténete sorolja fel. Ez a jelzés csupán a megfogalmazás eredetét és a szerzői jogokat jelzi, nem szolgál a cikkben szereplő információk forrásmegjelöléseként.